# Ilhas de Sotavento (arquipélago da Sociedade)

Mapa topográfico das Ilhas de Sotavento.

As ilhas de Sotavento (em francês Îles Sous-le-Vent; em taitiano Raro Mata’i mā) são o conjunto das ilhas ocidentais do arquipélago da Sociedade, um dos cinco arquipélagos que constituem a Polinésia Francesa, situadas entre 200 e 600 quilómetros a oeste do Taiti.
As ilhas de Sotavento localizam-se a oeste das Ilhas de Barlavento, a segunda divisão administrativa e geográfica do arquipélago da Sociedade.

## Geografia
O arquipélago consta de cinco ilhas e quatro atóis organizados em sete comunas. De leste para oeste são:
- Huahine, uma comuna;
- Raiatea, dividida em três comunas (Taputapuatea), (Tumaraa) e Uturoa como a capital;
- Tahaa, uma comuna.
- Bora Bora, uma comuna;
- Maupiti, uma comuna;
- Tupai, atol dependente de Bora-Bora.
- Maupihaa, atol dependente de Maupiti;
- Motu One, atol dependente da administração territorial;
- Manuae, atol dependente da administração territorial;